# Antun Augustinčić
Antun Augustinčić (Klanjec, 1900. május 4. – Zágráb, 1979. május 10.) horvát nemzetiségű jugoszláv szobrász.

## Pályafutása
Tanulmányait 1918 és 1924 között Zágrábban végezte, majd ösztöndíjjal Párizsban tanult az École des Arts Décoratifs és École des Beaux-Arts-on. 1925 és 1927 között Párizsban, Zágrábban és Lwówban állította ki műveit. 1946-tól a zágrábi akadémián tanított.
Művei többnyire portrék és emlékművek. Munkáin a realizmus jegyei figyelhetők meg, a tömegek monumentális megformálására törekedett.

## Alkotásai
- Batinai emlékmű (1947)
- Lovas asszony alakja a New York-i ENSZ palota előtt (1952-54)
- A sebesültek szállítása
- Tito marsall (Kumrovec)
- Mosa Pijade portréja

## Fordítás
- Ez a szócikk részben vagy egészben  az   Antun Augustinčić című angol Wikipédia-szócikk fordításán alapul.  Az eredeti cikk szerkesztőit annak laptörténete sorolja fel. Ez a jelzés csupán a megfogalmazás eredetét és a szerzői jogokat jelzi, nem szolgál a cikkben szereplő információk forrásmegjelöléseként.